# Eduard Maurer (Chemiker)
Eduard Georg Maurer (* 3. November 1886 in Königstein im Taunus; † 21. Februar 1969 in Berlin) war ein deutscher Chemiker und Metallurg und als Mitarbeiter von Benno Strauß einer der Wegbereiter für den großtechnischen Einsatz von rostfreiem Stahl in Deutschland.

## Herkunft, Anfänge
Eduard Maurer wurde als Sohn des herzoglich-nassauischen Kutschers Gustav Maurer geboren. 1892 verzog die Familie nach Luxemburg, wo der Vater die Stelle eines großherzoglichen Leibvorreiters annahm. In Luxemburg besuchte Eduard Maurer die Primärschule und anschließend die Industrieschule des Athenäums. Inspiriert durch die nahgelegenen Hüttenwerke dachte er nach dem Abitur daran, ein Eisenhüttenmann zu werden. Da ein Metallurgiestudium aus finanziellen Gründen nicht infrage kam, entschied er sich für ein kürzeres Chemiestudium an der Technischen Hochschule Braunschweig. Ein luxemburgisches Stipendium ermöglichte ihm, ab dem Sommersemester 1905 an der Universität Karlsruhe physikalische Chemie und Elektrochemie zu hören, unter anderem bei Fritz Haber. 1907 folgte die Diplomprüfung. Anschließend nahm er ein Angebot der Sorbonne an, unter der Leitung von Henry Le Chatelier zu forschen, wobei ihm die Sprachkenntnisse aus seiner Luxemburger Zeit entgegenkamen – die Sorbonne war auf dem Gebiet der Metallurgie seinerzeit sehr bedeutend. Die Ergebnisse seiner Forschung fasste er in seiner Dissertationsschrift Untersuchungen über das Härten und Anlassen von Eisen und Stahl zusammen, mit der ihn Fritz Wüst an der Technischen Hochschule Aachen promovierte.
1908 leistete Eduard Maurer Wehrdienst beim Landsturm in Wiesbaden.

## Bei Krupp in Essen
1909 wurde Maurer Assistent in der von Dr. Benno Strauß geleiteten physikalischen Abteilung des Versuchslabors der Firma Friedrich Krupp AG in Essen. Dort entwickelte Maurer ein Verfahren zur Herstellung eines nichtrostenden Stahls auf Basis einer Nickel-Chrom-Legierung, der durch eine besondere Wärmebehandlung, dem sog. Schlussglühen, kalt verformbar blieb oder auch besondere Festigkeit erlaubte. Im Herbst 1912 wurden diesbezüglich von dem Patentbeamten Clemens Pasel zwei Patente angemeldet und 1919 rückwirkend erteilt. Die Firma Krupp nahm mit diesem V2A-Stahl Beträge in Millionenhöhe ein. Strauß erhielt für die Erfindung 1918 eine Gratifikation von 25.000 RM, Maurer 5.000. Maurer fühlte sich nicht ausreichend gewürdigt und es entstand eine scharfe Kontroverse zwischen den beiden Personen.
Maurer wurde im Ersten Weltkrieg von der Firma Krupp reklamiert und erhielt 1917 das Verdienstkreuz für Kriegshilfe.

## Kurzzeitig am Kaiser-Wilhelm-Institut (Aachen und Düsseldorf)
Maurer verließ 1919 die Krupp´sche Versuchsanstalt und ging an das Kaiser-Wilhelm-Institut für Eisenforschung in Aachen, das Fritz Wüst aufgebaut hatte. In Aachen habilitierte Maurer, wurde Abteilungsleiter und gab Vorlesungen als Privatdozent. Das Institut wurde 1919 nach Düsseldorf verlegt und 1948 zum Max-Planck-Institut für Eisenforschung. 1922 gelang es dem Krupp-Konzern, Maurer noch einmal für seine Versuchsanstalt zu gewinnen, unter ausgezeichneten Bedingungen kam es dann zum Maurerschen Gußeisendiagramm, mit dem es möglich war, Gusseisen zu erzeugen, dessen Festigkeit an jene des Stahls heranreicht.
1921 heiratete Maurer, die Ehe blieb kinderlos.
Mitte 1925 wurde er Titularprofessor für Eisenhüttenkunde an der TH Aachen und Ehrenvizepräsident des Internationalen Kongresses für Bergbau und Metallurgie in Paris.

## Erfinderstreit
1920 erschien ein Beitrag von Strauß und Maurer, der die gemeinsame Erfindung hervorhob und noch das Wir betonte. Als Benno Strauß 1927 auf der Grundlage eines Gutachtens von Paul Goerens mit der Bunsen-Gedenkmünze ausgezeichnet und Maurer bei der Festrede mit keinem Wort erwähnt wurde, verschärfte sich die Auseinandersetzung, die durch einseitige Werbebeiträge und Veröffentlichungen in Fachzeitschriften sowie eine unglückliche Berichtigung durch Strauß in den folgenden Jahren immer heftiger wurde.

## Bergakademie Freiberg

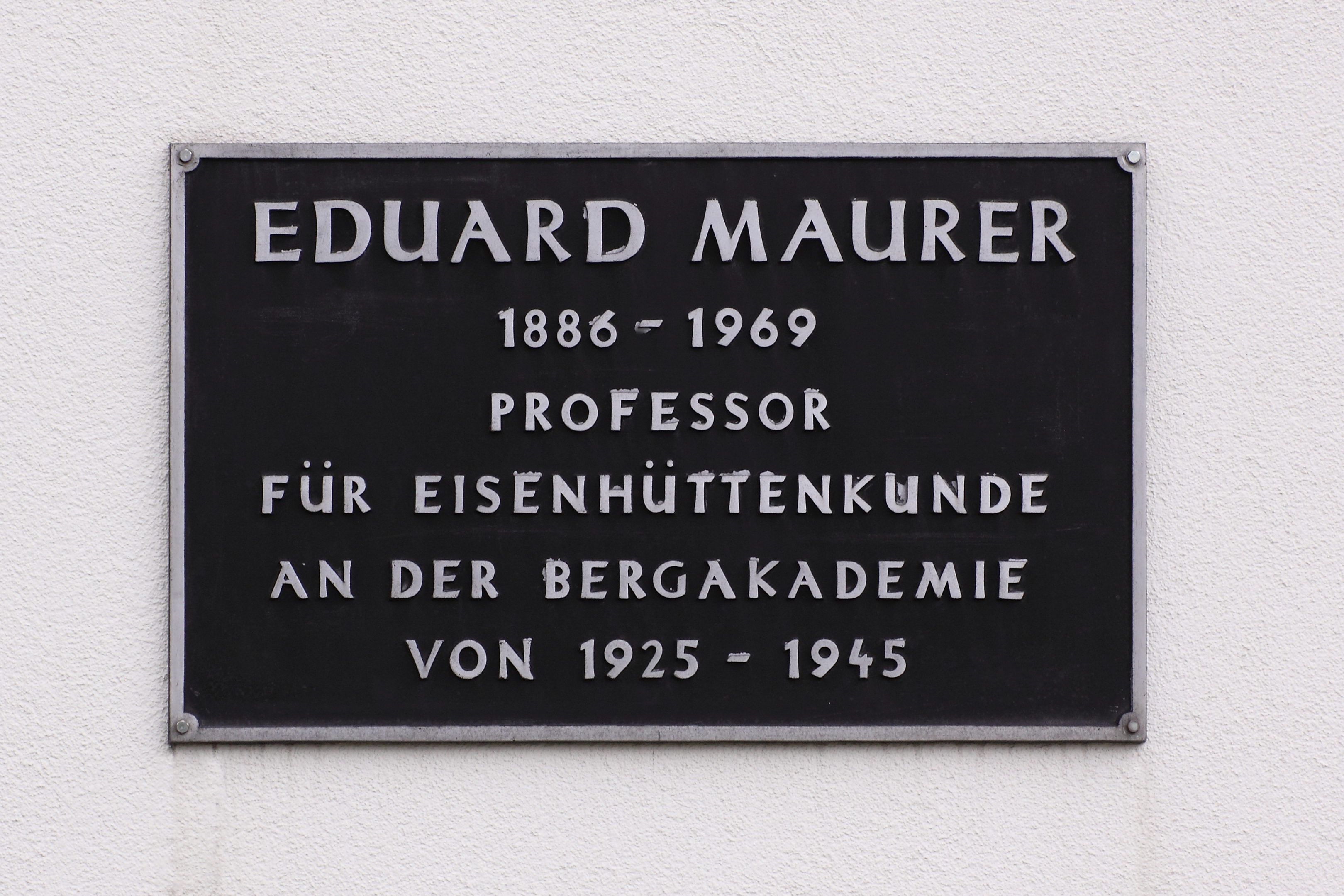
Gedenktafel in Freiberg

Schon Ende 1925 folgte Maurer einem Ruf der Bergakademie Freiberg, die ihm den Lehrstuhl für Eisenhüttenkunde anbot. Er setzte dort mehr auf ein experimentelles Studium, wobei es ihm gelang, gemeinsam mit dem Verein Deutscher Eisenhüttenleute, dem heutigen Stahlinstitut VDEh, und dem Freistaat Sachsen das Neue Eisenhütteninstitut zu errichten. In der Forschung untersuchte er das Schrott-Kohle-Verfahren im Siemens-Martin-Ofen, um Qualitätsstahl zu produzieren. Dieses Verfahren konnte sogar 1931 bei dem zum Flick-Konzern gehörenden Stahlwerk Gröditz 1.000 Arbeitsplätze erhalten.
Ein Mitarbeiter von Maurer in Freiberg war Heinz Uhlitzsch.

## NS-Zeit
Im November 1933 unterzeichnete Maurer das Bekenntnis der deutschen Professoren zu Adolf Hitler.
Er war Mitglied der DAF (Juli 1933), des Reichsluftschutzbundes (Dezember 1933), des Nationalsozialistischen Lehrerbundes (Februar 1934, später des Nationalsozialistischen Dozentenbundes), der NSV (Juli 1934), außerdem des Deutschen Turnerbundes (Januar 1935) und Fördermitglied des Deutschen Luftsportverbandes (Juni 1934). Am 30. August 1937 beantragte er die Aufnahme in die NSDAP und wurde rückwirkend zum 1. Mai desselben Jahres aufgenommen (Mitgliedsnummer 5.171.093).
Im Zuge der Aufrüstung der Wehrmacht und während des Krieges erhielt die Stahlerzeugung und die Entwicklung hochwertiger Werkstoffe, vor allem für den Flugzeugbau, große Bedeutung und wurden die Forschungen des Freiberger Instituts zunehmend den Anforderungen der Kriegswirtschaft unterworfen.
Mit Datum vom 11. Oktober 1941 erkundigte sich Prof. Dr.-Ing. Eduard Maurer in seiner Eigenschaft als Vorstand des Eisenhütten-Instituts der Sächsischen Bergakademie Freiberg bei der Geheimen Staatspolizei in Essen unter Bezugnahme auf eine Verfügung des Reichsministers für Wissenschaft, Erziehung und Volksbildung hinsichtlich des „Zitierens jüdischer Verfasser“ nach der Rassezugehörigkeit von Prof. Dr. Benno Strauß, wohnhaft Essen. Er (Maurer) sei verschiedentlich auf Zweifel inbezug auf die Rassezugehörigkeit von Prof. Strauß gestoßen und gab in diesem mit Heil Hitler unterzeichnetem Schreiben die Eltern von Strauß sowie Teile dessen Lebenslaufes an und legte zudem eine Kopie der obigen Verfügung bei. Die Antwort der Gestapo etwa 6 Wochen später fiel kurz und knapp aus: rassemäßig sei Strauß  als Volljude anzusehen,  zum Tragen eines Judensternes ... ist er jedoch nicht verpflichtet. Strauß, der bereits während der Pogromnacht vom 9. November 1938 einige Tage verhaftet war und in den Polizeiakten jener Tage als alt, krank und gebrechlich bezeichnet wurde, starb im September 1944 auf dem Transport ins KZ Theresienstadt.
Maurer erhielt im Zweiten Weltkrieg das Kriegsverdienstkreuz II. und I. Klasse und war am Ende des Krieges Volkssturmmann in Freiberg.
Die Eheleute Maurer hatten vereinbart, im Falle einer längeren Verhaftung durch die Sowjets den Freitod zu wählen. Als Maurer nach der Besetzung Freibergs durch die Rote Armee aus seiner Wohnung abgeholt wurde und mehrere Stunden nicht wieder erschien, nahm sich seine Ehefrau das Leben. Das Verhör durch die Sowjets nahm aber eher den Verlauf eines fachlichen Gedankenaustauschs, als Maurer wieder nach Hause kam, fand er seine Frau tot vor und versuchte, sich selbst das Leben zu nehmen, was aber nicht gelang.

## Nachkriegszeit
Aufgrund der NS-Belastung erfolgte im Januar 1946 die Entlassung aus dem Hochschuldienst und die Herabstufung zum Assistenten ohne Lehrauftrag. Ende 1945 wurde Maurer in Freiberg Mitglied des Freien Deutschen Gewerkschaftsbundes. 1948 erklärte ihn die Entnazifizierungskommission Freiberg zum freien Staatsbürger. Maurer nahm eine Forschungsprofessur beim Büro des Ministeriums für Schwarzmetallurgie der UdSSR in Freiberg an, 1950 die Leitung des Eisenforschungsinstituts Hennigsdorf und 1951 den Lehrstuhl für Eisenhüttenkunde an der Humboldt-Universität Berlin (1958 emeritiert). Er wohnte in Berlin-Niederschönhausen (Waldstraße). Ungeachtet mehrerer Angebote von Firmen aus dem Ruhrgebiet blieb er in der sowjetischen Besatzungszone und unterstützte dort 1948 die Thomasstahlerzeugung in der Eisenhütte Maxhütte, 1950 den Wiederaufbau des Gröditzer Stahlwerks zur Großschmiede der DDR, 1954/55 die Behebung von Qualitätsproblemen von Hochbaustahl des Typs St 52 bei den Grobblechwalzwerken Ilsenburg und Kirchmöser, die zu erheblichen Produktionsausfällen geführt hatten. Dabei stand Maurer selbst mit 70 Jahren noch am Ofen, um Proben zu nehmen.
Zu dieser Zeit verehrte Maurer den sowjetischen KP-Führer Josef Stalin. Als Stalin im März 1953 starb, ließ Maurer im Hennigsdorfer Eisenforschungsinstitut eine Gedenktafel anbringen, die auch nach dem XX. Parteitag der KPdSU, der die Entstalinisierung der Sowjetunion einleitete, nicht sofort entfernt wurde und dem Institut schließlich herbe Kritik seitens des Ministeriums einbrachte.
1960 wurde Maurer in den Ruhestand verabschiedet, Wolfgang Küntscher wurde sein Nachfolger.
Im Herbst 1968 erkrankte Eduard Maurer und starb in Berlin-Niederschönhausen, beerdigt wurde er in Freiberg an der Seite seiner Frau.

## Veröffentlichungen und Ehrungen
Eduard Maurer hat beinahe zu allen Problemen der Stahlerzeugung, -verarbeitung und -verwendung etwas veröffentlicht. Mehr als 100 Publikationen befassen sich unter anderem mit den für die Stahlerzeugung bedeutenden physikalisch-chemischen Reaktionen von Mangan, Schwefel und Phosphor sowie einer umfassenden Darstellung über das Härten und Anlassen von Stahl.
1950 und 1954 erhielt Eduard Maurer für die Hebung der Qualität der Stähle den Nationalpreis der DDR. 1951 nahm ihn die Deutsche Akademie der Wissenschaften in Berlin als ordentliches Mitglied auf, 1956 die Gesellschaft Deutscher Berg- und Hüttenleute als Ehrenmitglied. Er wurde auch als Hervorragender Wissenschaftler des Volkes ausgezeichnet. Die Technische Hochschule Aachen und die Humboldt-Universität zu Berlin verliehen ihm die Ehrendoktorwürde. 1964 erhielt er die Carl-Lug-Denkmünze. Im Jahre 2007 wurde das Oberstufenzentrum Oberhavel 2 Technik in Hennigsdorf in Eduard-Maurer-Oberstufenzentrum umbenannt. In Gröditz und in Hennigsdorf sind Straßen nach ihm benannt.